# Tenugui

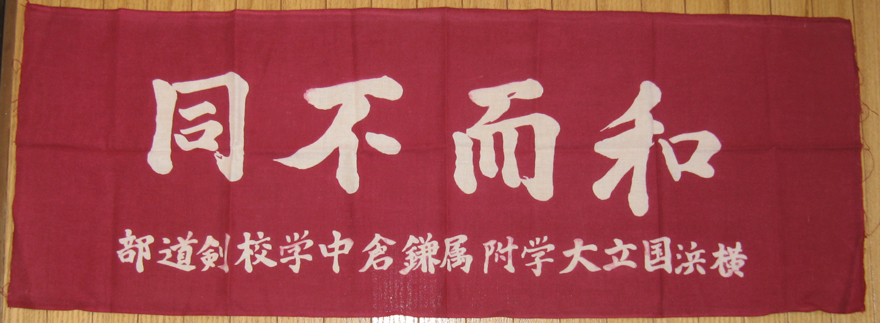
Tipico tenugui usato nel kendō.

Un tenugui (手拭い?) è un asciugamano di cotone leggero originario del Giappone, che misura tipicamente 35x90 centimetri, di tessuto piano, e quasi sempre con qualche motivo stampato.
Ricopre tutte le funzioni di un qualunque asciugamano: pulizia, decorazione o souvenir.
Al giorno d'oggi i tenugui sono ormai sostituiti quasi del tutto dagli asciugamani di spugna. Sono ancora popolari, sebbene solo come copricapi, decorazioni o  souvenir nel kendō.
Un tenugui appare frequentemente negli anime e manga come materiale di scena in azioni ambientate nei bagni pubblici (sentō).